# コメットアッセイ
コメットアッセイ（comet assay）は変異原性試験の一種。電気泳動の原理を利用し真核生物の細胞または細胞核におけるDNAの切断を検出する方法で、単細胞ゲル電気泳動法（Single cell gel electrophoresis;SCGE）とも呼ばれる。DNAの損傷から修復の過程を指標として変異原性（遺伝毒性）を調べる方法としてよく用いられる。またアポトーシスの検出にも用いられる。

## 原理
真核生物の細胞核DNAは複雑に絡み合った高次構造を形成している。DNAは陰性に荷電し、電場では基本的に陽極方向に移動する性質があるが、上記の構造を持つ場合には移動できない。しかしDNAに損傷またはその後の修復に伴う切断があると、DNA鎖がほぐれてある程度移動できる。この場合、DNAを蛍光色素で可視化し蛍光顕微鏡で観察すると、核に当たる球形の部分から陽極方向へ尾を曳いた彗星（コメット）のように見えるので、命名された。
アポトーシスの過程ではDNAが一定の長さに切断されるため、コメットアッセイを適用すると、DNAの大部分が核から離れた位置に移動する。これを顕微鏡観察すると涙滴のようなアポトーシスに特有の形が見えるので、アポトーシスへの応用としてはteardrop assay“涙滴アッセイ”との呼び名もある。通常の変異原処理の場合と異なり、影響のある細胞とない細胞との中間段階が見られない。

## 歴史
初め、DNA二本鎖切断を検出する方法として、中性付近で泳動する方法が発表された。その後、泳動前処理と泳動をアルカリ性（pH＞13）で行う方法が発表され、この方法によればDNA一本鎖切断やアルカリ感受性部位（修復過程で生じる）も検出でき高感度となったので、これがコメットアッセイとして普及した。

## 長所・短所
細胞レベルでの検出ができる点が最大の特長である。
コメットアッセイと同様にDNA損傷または修復過程を検出する方法には、従来アルカリ溶出法（alkaline elution assay：AEA）、姉妹染色分体交換法（sister chromatid exchange：SCE）、不定期DNA合成試験（unscheduled DNA synthesis：USD）、umuアッセイなどがある。しかしAEAは多量の細胞が必要である。SCEは細胞レベルの評価はできるが手間と時間がかかる。UDSは同位体を使用する必要があり感度も高くない。umuアッセイは細菌のDNA修復に関わる応答を検出する方法で結果を真核生物にそのまま適用できない。コメットアッセイはこれらの点で利点があり、培養細胞（インビトロ試験）のほか動物の組織・臓器（インビボ試験）にも適用可能である。
またアポトーシス特有の像によりアポトーシス検出が容易である。
短所としては、細胞毒性により二次的なDNA損傷が起こる場合（変異原性の偽陽性）があるので、細胞毒性の有無を見る必要がある。

## 方法
1. 細胞または核を分散した状態にして回収する。分散させるために組織・臓器はホモジナイズする。血液や浮遊培養細胞はそのままでもよい。
2. 細胞または核を、融解したアガロース溶液に混ぜ、スライドグラスまたは専用プラスチックシートの上で薄いゲルとして固定化する。
3. 界面活性剤と高濃度の塩を含む緩衝液に漬け、膜やタンパク質を溶解させる。
4. アルカリ性緩衝液に漬けDNAを変性させる。
5. アルカリ性緩衝液中で電気泳動する。
6. 中性緩衝液で中和する。
7. DNAに結合する蛍光色素（臭化エチジウムなど）で染色する。
8. 蛍光顕微鏡で観察する。
9. DNA損傷程度を評価する。これには、各細胞を目視で5段階程度に分類し、あるいは画像解析を用いて集計する半定量的方法が使える。